# Raymond Weeks
Raymond Weeks (* 2. Januar 1863 in Tabor, Iowa; † 16. Februar 1954) war ein US-amerikanischer Romanist, Mediävist und Phonetiker.

## Leben
Raymond Weeks studierte an der Phillips Academy und an der Harvard University. Er schloss 1890 ab und ging von 1891 bis 1893 als Instructor an die University of Michigan. Von 1893 bis 1895 studierte er in Europa, vornehmlich in Paris bei Gaston Paris und Paul Passy. Er promovierte mit der Arbeit Aliscans and the Nerlonesi (teilveröffentlicht unter dem Titel The messenger in Aliscans, Boston 1897) und war von 1895 bis 1908 Professor für Romanistik an der University of Missouri in Columbia, von 1908 bis 1909 an der University of Illinois und von 1909 bis 1929 an der Columbia University in New York City.
Weeks gründete 1910 zusammen mit Henry Alfred Todd die Zeitschrift Romanic Review. Er war 1922 Präsident der Modern Language Association. Weeks war Ritter der Ehrenlegion.

## Werke
- Origin of the Covenant Vivien, Columbia, Missouri 1902
- (Hrsg.) La Chevalerie Vivien. Facsimile edition, Columbia, Missouri 1909
- (mit James Bright and Charles Hall Grandgent) The N.E.A. Phonetic Alphabet, Lancaster, Pennsylvania 1912
- French by Sound, Camden 1926
- (Hrsg.) The Hound-Tuner of Callaway, Columbia 1927